# لوسي ميريديث برايس
لوسي ميريديث برايس (بالإنجليزية: Lucy Bryce)‏ (12 يونيو 1897 – 30 يوليو 1968)، اختصاصية أمراض دم أسترالية وباحثة طبية، عملت مع جمعية الصليب الأحمر الأسترالي لإقامة أول خدمة لنقل الدم في أستراليا.

## النشأة والتعليم
وُلدت لوسي برايس في مدينة ليندفيلد في ولاية نيو ساوث ويلز في أستراليا، وتلقت تعليمها الأولي في مدينة ملبورن، في مدرسة ميلبورن غيرلز غرامر. حازت على شهادة البكالوريوس في العلوم من جامعة ملبورن في العام 1918 وعلى البكالوريوس في الطب والجراحة في العام 1922 من الجامعة ذاتها.

## المسيرة المهنية
بدأت برايس مسيرتها المهنية في معهد وولتر آند إليزا هول للبحث الطبي بعد التخرج من الكلية، وبينما كانت لا تزال في عشرينياتها، قضت سنة من العمل في معهد ليستر في لندن. من العام 1928 إلى 1934، عملت ضمن طاقم مستشفى ملبورن الملكي كعالمة بالباكتيريا، قبل أن تصبح ممارِسة متخصصة في علم الامراض. خلال الحرب العالمية الثانية، حملت رتبة رائد في الفيلق الطبي للجيش الأسترالي. في عام 1948، طُلب منها كخبيرةٍ أن تشهد عيانًا على حالة تضمنت تحديد هوية مولودين جديدين، زُعِمَ بأنهما قد أخذ أحدهما مكان الآخر عند الولادة.
بداية من عام 1929، كانت برايس المدير المؤسس لمركز فكتوريا ريد كروس لنقل الدم. تضمن عملها التخطيط لكيفية إجراء عملية المسح على المتبرعين، وكيفية تحديد فصيلة الدم وآلية خزنه، بالإضافة إلى عملية الاشراف على إنشاء مخزن للدم في حالة حدوث كارثة كبرى. تقاعدت من العمل الناشط في هذا المجال في عام 1954، ولكنها استمرت بعملها كرئيس شرفي لِلَجنة نقل الدم حتى عام 1966. تكريما لعملها هذا، حصلت على رتبة الإمبراطورية البريطانية بدرجة قائد في عام 1951. كتبت برايس تدوينا تأريخيًا عن عملها في خدمة نقل الدم في كتابها سعادة دائمة (1965) بالإضافة إلى عدة مقالات علمية.
بدأت أكثر عمل يُذكر لها في عام 1929. بمبادرة من الدكتور إيريك كوبر، وافق القِسمُ الفكتوري في منظمة الصليب الأحمر الأسترالي على إجراء عملية تبرع بالدم من قبل عدد من المانحين الذين كانوا على استعداد للحضور إلى المستشفيات إذا تطلب الأمر. تم تنظيم مركز لنقل الدم، قامت بعملية تصنيف الدم بالإضافة إلى الجوانب الأخرى المتعلقة بالفحوصات المختبرية والعناية الطبية بالمانحين. استُخدِمت تحت إشرافها التقنيات الطبية ذاتها التي تم تطويرها خلال الحرب الأهلية الإسبانية. كان دورها لا يقدر بثمن في التحديثات المعقدة التي أُجريت لاحقا بعد الحرب العالمية الثانية في مجال الأبحاث المتعلقة بالدم ونقله.
كانت في وقت وفاتها  تعمل على كتاب يتحدث عن أسفارها في جنوب شرق أوروبا في عشرينيات القرن المنصرم.

## الحياة الشخصية والإرث
تُوفيت برايس في عام 1968، عن عمر ناهز 72 عاما. تيمنا بها، سُمّيَت إحدى الفوهات الصدمية على كوكب الزهرة باسم برايس، وتُعرَض صورتها الشخصية في قاعة لوسي برايس هول، والتي تحتوي بنك الدم المركزي في ملبورن. أُضيف اسمها إلى لوحة الشرف الفكتورية للنساء في عام 2001.